# Partido Renovación Democrática
El Partido Renovación Democrática fue un partido político costarricense fundado por el exdiputado, expresidente del Congreso y ex secretario general del Partido Liberación Nacional, Rodrigo Carazo Odio, quien llegó a ser presidente de Costa Rica.
Tras la suscripción de la "Proclama de Patio de Agua" por un grupo de pensadores, dirigentes y cabecillas liberacionistas, la cual fue muy polémica ya que fue vista como excesivamente izquierdista tanto por la derecha como por importantes sectores dentro del Partido Liberación Nacional que la tachaban de estar más a la izquierda de lo que normalmente estaba el partido, y después de que José Figueres derrota a Rodrigo Carazo en las primarias liberacionistas de 1969 que fueron muy controversiales y libraron una precampaña muy dura que dejó muchas heridas abiertas, Carazo se retira del PLN junto a la dirigencia y base caracistas y varios suscriptores de la Proclama de Patio de Agua fundando el Partido Renovación Democrática en 1972 y postulándose por el mismo para las elecciones de 1974. Si bien hubo intentos fallidos de presentar una candidatura unida de toda la oposición estas no fructificaron y tras unas primarias opositoras en 1973 donde vence Carazo a los demás precandidatos, al final además de su propio partido sólo el Partido Unión Popular del expresidente José Joaquín Trejos le da su apoyo. Carazo obtendría 9% de los votos en esas elecciones y sería el cuarto candidato más votado detrás del ganador Daniel Oduber Quirós del PLN, seguido por Fernando Trejos Escalante del Partido Unificación Nacional y Jorge González Martén del Partido Nacional Independiente. Renovación obtuvo 3 diputados en la Asamblea Legislativa.
No obstante para 1976 logran concretizarse las negociaciones para una coalición conformada por el Partido Republicano Calderonista liderado por Rafael Ángel Calderón Fournier (hijo del expresidente Calderón Guardia caudillo del calderonismo), el Partido Demócrata Cristiano de Jorge Arturo Monge Zamora así como Renovación Democrátia y Unión Popular, llamada Coalición Unidad, la cual convoca a una elección primaria en 1977. Carazo, el precandidato respaldado por Renovación junto a PUP y PDC, obtiene la victoria sobre Miguel Barzuna por lo que se convierte en candidato y gana las elecciones de 1978. 
La administración de Carazo nombraría muchos miembros de Renovación y de otros partidos de la coalición en puestos claves del gobierno. 
Se convoca a una nueva Convención Nacional en 1981. En esta el precandidato de Renovación es Rodolfo Méndez Mata quien es derrotado por más del 70% ante Rafael Ángel Calderón Fournier candidato apoyado por PRC, PUP y PDC. Pero este triunfo no es reconocido por un sector importante de PRD liderado por Rodrigo Madrigal Nieto por lo que PRD es temporalmente expulsado de la coalición, regresando en agosto de 1981 gracias al esfuerzo tomado por Roberto Tovar y Óscar Aguilar Bulgarelli.
La Coalición Unidad se mantiene como segunda fuerza en las elecciones de 1982 a pesar de la impopularidad del gobierno de Carazo a raíz de una grave crisis económica y para diciembre de 1983 se unifica en el Partido Unidad Social Cristiana.